# Dachsbach
Dachsbach är en köping (Markt) i Landkreis Neustadt an der Aisch-Bad Windsheim i Regierungsbezirk Mittelfranken i förbundslandet Bayern i Tyskland.
Köpingen ingår i kommunalförbundet Uehlfeld tillsammans med köpingen Uehlfeld och kommunen Gerhardshofen.